# بخش مرکزی شهرستان رامشیر
بخش مرکزی شهرستان رامشیر یکی از بخشهای تابعه شهرستان رامشیر در استان خوزستان در جنوب غربی ایران است.
بخش مرکزی با ۱۰۰ روستا که ۳۹ روستای آن دارای دهیاری و ۶۱ روستا فاقد دهیاریست.بخشدار مرکزی شهرستان آقای حبیب الله ادیبی می‌باشد.

## تقسیمات کشوری
- بخش مرکزی
  - دهستان عبدلیه شرقی
  - دهستان عبدلیه غربی

شهرها: رامشیر

## جمعیت
بنابر سرشماری مرکز آمار ایران، جمعیت بخش مرکزی شهرستان رامشیر در سال ۱۳۸۵ برابر با ۳۶۰۴۸ نفر بوده است.